# Højskolesangbogen
Højskolesangbogen er den mest udbredte sangbog i Danmark. Den er bredt anerkendt for at medtage de vigtigste sange fra den danske kulturarv. Den er udkommet i nu 19 udgaver og har pr. november 2020 solgt i alt omkring 3 millioner eksemplarer.

## Baggrund
Der er for få eller ingen kildehenvisninger i dette afsnit, hvilket er et problem. Du kan hjælpe ved at angive troværdige kilder til de påstande, som fremføres.

I det 19. århundrede blev der i Danmark efterhånden udviklet en tradition for fællessang, når mennesker mødtes. I første omgang foregik fællessangen i de mere velstående kredse, og der var ofte tale om muntre viser, som blev skrevet af akademikere med mange lærde henvisninger til den europæiske kulturs udspring i Grækenland og Romerriget.
Udbredelsen af fællessangen blev i starten af århundredet støttet af nye skolelove i 1814, hvor man inspireret af oplysningstidens idealer fik indført obligatorisk skolegang, så folk i almindelighed kunne læse – herunder også læse tekster til sange. I samme periode blev der også mere fokus på fædrelandet med Nationalromantikken samt de slesvigske krige i midten af århundredet.
N.F.S. Grundtvig var en af de store støtter i folkeoplysningen, og delvist inspireret af Grundtvigs højskoletanker forsøgte man sig med at etablere en højskole i Rødding i 1844, hvilket regnes for Danmarks første (hvis man ikke medregner højskolen i Rendsborg (1841-42)) og flere fulgte snart efter. Dermed kom der for alvor gang i fællessangen, som man stadig holder i hævd i mange kredse i landet. I slutningen af århundredet udgav tre højskoler et udvalg på omkring 700 sange, primært af Grundtvig, som fælles reference for denne fællessang, og fundamentet for den egentlige højskolesangbog var endelig skabt.

## Bogens historie
Historien om Højskolesangbogen begynder faktisk som en historie om to forskellige sangbøger, med samme målgruppe. I 1888 udsendes for første gang en sangbog med titlen "Højskolesangbogen" på omslaget. Den mere formelle titel på titelbladet var dog  Sangbog for den danske folkehøjskole og den blev udgivet af Jens Bek og N. Johan Laursen. Ved fjerde oplag af denne sangbog i 1893 havde initiativtagerne fået forhandlet sig frem til at Foreningen for Højskoler og Landbrugsskoler stod som udgiver af denne sangbog, men samarbejdet ophørte snart, og ved Femte oplag i 1894 var det igen initiativtagerne, der stod som udgivere. Bek og Laursens højskolesangbog udkom i 19 udgaver frem til den sidste udgave i 1924. Den første udgave af denne sangbog indholdt 581 sange, hvor sangen "Alt, hvad som fuglevinger fik" stod som den første sang.
Den bog, der i eftertiden har overtaget Bek og Laursens sangbogs navn Højskolesangbogen, blev første gang udsendt i maj 1894 med titlen Sangbog udgivet af Foreningen for højskoler og landbrugsskoler og den indeholdt 506 udvalgte sange. Denne sangbog var redigeret af komponisten og højskolelæreren ved Askov Folkehøjskole Heinrich Nutzhorn m.fl. og blev i perioden med 2 højskolesangbøger længe kendt som "Nutzhorns sangbog".
De første år udkom der jævnligt nye udgaver og oplagene var relativt små. Således nåede man allerede i 1922 10. udgave. Fra og med 7. udgave (1913) og til og med 17. udgave (1989) kaldtes sangbogen for Folkehøjskolens sangbog.
Det store gennembrud kom med 13. udgave fra 1939, som var den udgave, der blev brugt under 2. verdenskrig i forbindelse med for eksempel de store alsangsstævner. Fædrelandssangene havde funktionen som de almindelige danskeres stille protest mod den tyske besættelse, og derfor udkom denne udgave i 335.700 eksemplarer fordelt på 14 oplag, inden den i 1951 blev afløst af 14. udgave.
Den 15. udgave af sangbogen blev udvidet med sange på tysk, engelsk og fransk som supplement til de danske samt øvrige nordiske sprog, der havde været at finde hidtil. Den 16. udgave fik titlen Folkehøjskolens Sangbog, mens sangbogens titel fra og med den 18. udgave alene er Højskolesangbogen.
I den 17. udgave valgte man at udelade de ikke-nordiske sange, men i den 18. udgave (2006) kom der igen engelsk- og tysksprogede sange med, herunder fem danske sange, der er oversat til engelsk. I den 18. udgave var der 166 sange, der blev udskiftet fra den 17. udgave.
Tilsvarende til Højskolesangbogen fandtes i Sønderjylland i den tyske tid den blå sangbog.

### 19. udgave i 2020
Den 19. udgave af sangbogen udkom den 12. november 2020, men forarbejdet begyndte længe inden dette tidspunkt. Blandt andet indbød Højskolesangbogsudvalget, der stod for arbejdet med den nye udgave, en række unge sangskrivere og tekstforfattere til at skrive nye sange, der skulle afspejle nutidens samfundsforhold og udfordringer, som forslag til den kommende udgave. Et af de mest omtalte resultater heraf blev sangen Ramadan i København med tekst og musik af Özcan Ajrulovski, Isam Bachiri (kendt som Isam B), Anders Greis og Nana Jacobi, der med sine fem vers beskriver de tidspunkter på døgnet, en muslimsk københavner skal knæle og bede. Sangforslaget vakte stor offentlig opmærksomhed og debat i sommeren 2019, da det blev kendt. Flere danske politikere var blandt dem, der fandt det kontroversielt at inkludere en sang med et dansk muslimsk udgangspunkt i Højskolesangbogen. Sangbogsudvalgets formand, Jørgen Carlsen, udtalte, at sangen havde et godt potentiale, idet den på en meget poetisk måde beskrev det skue, man bl.a. kan iagttage en del steder på Nørrebro, hvor folk under ramadanen er tidligt oppe, fordi de skal sørge for at spise og drikke, inden solen står op. Sangens fire forfattere forklarede tankerne bag sangen i en kronik i Politiken, hvor de sluttede af med at henvise til sangen "Danskerne findes i mange modeller" i den 18. udgave af Højskolesangbogen.
Ramadan i København blev igen en af de mest omtalte nye sange, da den 19. udgave udkom endeligt i november 2020. Udgaven indeholdt i alt 151 nye sange i forhold til den 18. udgave, således også sangene Dansevise, Jutlandia, Anne Linnets Barndommens Gade samt "Solhverv" med tekst af EU-kommissær Margrethe Vestager.
Derudover havde 14 sange fra den tidligere udgave fået ny melodi, mens 122 sange var udgået.
Stine Pilgaard fik fire digte fra hendes roman Meter i Sekundet med i 19. udgave. Romanen var udgivet 15. maj samme år.
Fortabt er jeg stadig er nok den mest kendte blandt de fire.

## Sangbogens indhold
Sangbogens 19. udgave indeholder i alt 601 sange og salmer. Den er opdelt i en række afsnit, så man hurtigt kan finde frem til sange, der passer til en given lejlighed:
- Morgen
- Tro
- Liv
- Sprog og ånd
- Frihed og fællesskab
- Året
  - Advent
  - Jul
  - Nytår
  - Vinter
  - Tidligt forår
  - Påske
  - Sent forår
  - Pinse
  - Tidlig sommer
  - Midsommer
  - Højsommer
  - Sensommer
  - Tidligt efterår
  - Allehelgen
  - Sent efterår
- Danmark
- Norden
  - Grønland
  - Færøerne
  - Island
  - Norge
  - Sverige
  - Åland
  - Finland
- Kærlighed
- Folkeviser og ballader
- Historien
- Bibelhistorien
- Aften

Sangene er forsynet med becifringer som hjælp til en akkompagnatør.

### Forfatterne
Gennem årene har de store salmedigtere været rigt repræsenteret i sangbogen, og det gælder stadig. Således er N.F.S. Grundtvig suverænt bedst repræsenteret med hele 66 sange og salmer, selvom tallet er lavere end i den 18. udgave, hvor han lagde navn til 88 sange. B.S. Ingemann, Thomas Kingo, St. St. Blicher, Jeppe Aakjær, Jens Rosendal og Benny Andersen er også rigt repræsenteret. Derudover finder man traditionelle digtere som Johannes V. Jensen, Frank Jæger, H.C. Andersen, Poul Henningsen, H.A. Brorson og C. Hostrup.
Nogle af de nyere bidragydere er Jens Rosendal, Halfdan Rasmussen, Kim Larsen, Iben Krogsdal, Inger Christensen og Stine Pilgaard.

### Komponisterne
En vigtig del af højskolesangene er melodierne, om hvilke der gælder som det vigtigste ifølge Carl Nielsen, at man, første gang man hører en melodi, skal føle, at man altid har kendt den.[kilde mangler] Samme Carl Nielsen var ud over at være en fremragende komponist af større værker som symfonier og koncerter også en stor komponist af den type melodier, og han er derfor den bedst repræsenterede komponist i bogen.
Andre komponister med større repræsentation omfatter Thomas Laub, Oluf Ring, C.E.F. Weyse og Otto Mortensen. Blandt de nyere komponister kan nævnes Erling Lindgren, som er den nulevende komponist, der har flest sange repræsenteret i Højskolesangbogen, samt Benny Andersen, Erik Sommer, Tony Vejslev, Hans Holm og Bjarne Haahr.

## Andre produkter
- Sanghåndbogen er en bog, der beskriver de enkelte sange i Højskolesangbogen med historie og lignende.[22]
- Højskolesangbogens melodibog eller blot Melodibogen indeholder becifrede klaverarrangementer til alle sangene, der er udarbejdet, så de så enkelt som muligt kan fungere i sammenhænge, hvor man måske ikke har de allermest rutinerede akkompagnatører. Becifringerne svarer til selve sangbogens.
- I årenes løb har der været udgivet mange plader med sangene fra højskolesangbogen.

## Ekstern henvisning
- Podcast om højskolesangbogen
- Højskolesangbogens hjemmeside
- Lektor Palle Bruus: Højskolesangbogens historie  (Webside ikke længere tilgængelig)

- Højskolesangbogens Historie i DR podcast